# Dniestrzańska Elektrownia Wodna
Dniestrzańska Elektrownia Wodna (ukr. Дністровська ГЕС) – elektrownia wodna na Ukrainie, zbudowana na rzece Dniestr w latach 1973–1983.
Znajduje się koło miasta Nowodniestrowsk. Zapora ma 60 m wysokości i 1082 m długości. Tworzy zbiornik wodny o powierzchni 142 km² i objętości 3 mld m³. Maksymalna głębokość zbiornika to 54 m.
Zapora ma turbiny o mocy 702 MW.